# Neoplocaederus spinicornis
Neoplocaederus spinicornis es una especie de escarabajo longicornio del género Neoplocaederus, tribu Cerambycini, subfamilia Cerambycinae. Fue descrita científicamente por Fabricius en 1781.

## Descripción
Mide 25-35 milímetros de longitud.

## Distribución
Se distribuye por Angola, Arabia Saudita, Costa de Marfil, Etiopía, Gambia, Ghana, Guinea, Guinea Ecuatorial, Kenia, Malaui, Mauritania, Mozambique, Nigeria, Omán, Uganda, República Democrática del Congo, República del Congo, República de Sudáfrica, Senegal, Sierra Leona, Sudán, Tanzania, Chad, Yemen y Zimbabue.